# کارلوس گارسیا (بازیکن فوتبال، زاده ۱۹۵۷)
کارلوس گارسیا (اسپانیایی: Carlos García‎؛ زادهٔ ۳ ژوئیهٔ ۱۹۵۷) بازیکن فوتبال اهل مکزیک بود.
وی همچنین در تیم ملی فوتبال مکزیک بازی کرده‌است.
وی در مسابقات کشوری و بین‌المللی در مجموع برندهٔ ۱ مدال طلا شده‌است.